# Gephyromantis malagasius
Gephyromantis malagasius is een kikker uit de familie gouden kikkers (Mantellidae). De soort werd voor het eerst wetenschappelijk beschreven door Paul Ayshford Methuen en John Hewitt in 1913. Oorspronkelijk werd de wetenschappelijke naam Microphryne malagasia gebruikt. De soort behoort tot het geslacht Gephyromantis.
De soort heeft een lengte van 20 tot 25 millimeter. De rug is bruin van kleur.

## Leefgebied
De kikker is endemisch in Madagaskar. De soort komt voor in het oosten van het eiland en leeft op een hoogte van tot de 1500 meter boven zeeniveau. De soort leeft ook in nationaal park Masoala en nationaal park Ranomafana.

## Synoniemen
- Laurentomantis malagasia (Methuen & Hewitt, 1913)
- Mantidactylus malagasius (Methuen and Hewitt, 1913)
- Microphryne malagasia Methuen & Hewitt, 1913
- Trachymantis malagasia (Methuen & Hewitt, 1913)